# Eva Yárnoz
Eva Yárnoz   (1975) és una poeta i artista plàstica espanyola. Va ser guanyadora del Premi Flor de Jara de Poesia 2016 per la seva obra Filiación i finalista del Premi de Poesia César Simón en 2015 per la seva obra Cauces del que teje.

## Trajectòria
Yárnoz va néixer a la ciutat de Pamplona, on va viure fins als 20 anys. Es va mudar a Madrid per finalitzar els seus estudis de Filologia Hispànica a la Universitat Autònoma de Madrid. Abans, va cursar un foundation year a la Universitat de Portsmouth. Recentment, ha realitzat un màster a la Universitat Internacional de la Rioja (UNIR) i ha reorientat la seva activitat professional cap a l'ensenyament mitjà de Llengua Castellana i Literatura.
L'any 2015 va publicar Universalia ante rem, el seu primer llibre, un conjunt de poemes que buscava explorar la pròpia consciència amb una veu recognoscible. En paraules de Rafael Morales, catedràtic de la Universitat Autònoma de Madrid, «es proposa (…) des de la llibertat d'un dir(-se) fora de la seva promoció. Un primer llibre atent al jo i al buit, des d'una certa manera de fer prevaldre la pròpia consciència i de mirar-se en ella de la poesia espanyola des d'una òptica no realista, en el seu cas».
Al 2016 va rebre el Premi Flor de Jara de Poesia pel seu llibre Filiación, que va veure la llum finalment al 2017. En paraules del poeta Juan Carlos Mestre, president del Jurat, el llibre «compleix amb la funció de ser un acte contra totes les humiliacions del llenguatge de la normalització i del poder».
L'any 2019 Yárnoz va publicar el seu tercer poemari Cauces del que teje. Aquest llibre prèviament havia resultat finalista del Premi de Poesia César Simón l'any 2015. Sobre aquest poemari, el crític Carlos Alcorta va dir: «La poesia d'Eva Yárnoz no busca esclarir els mecanismes de la realitat a partir d'un fet anecdòtic perquè "la realitat és un espai que es deforma" i l'anècdota tendeix a buscar en allò discursiu la seva immobilitat, la seva permanència, tot el contrari del que busca la nostra poeta». Al 2023 va publicar l'antologia poètica Cierva como mi muerte. Es tracta d'una edició limitada artesanal amb reproduccions d'obres plàstiques de Yárnoz.
El 2023 publica l'antologia poètica Cierva com la meva mort. És una edició limitada artesanal amb reproduccions d'obres plàstiques de Yárnoz.
El 2025, publica Camí de sedició,una obra que segons la web de l'autora' "Un títol que dialoga amb el Camí de Baroja i de Teresa d'Àvila. Trobem un llenguatge més intel·ligible i reflexiu que en textos anteriors. Temàticament, s'exploren les relacions de poder' i la qualitat onírica.

## Obra publicada
- 2015 - Universalia ante rem. Editorial Neopatria.
- 2017- Filiación. Diputació de Càceres. Premi Flor de Jara de Poesia 2016.[7]
- 2019 - Cauces del que teje. Editorial Trea. Finalista Premi de Poesia César Simón.[8]
- 2023 - Cierva como mi muerte. Cartonera del escorpión azul.
- 2025 - Camino de sedición. Editorial Dilema.